# Marea de fang de Sidoarjo
La marea de fang de Sidoarjo s'originà el 29 de maig de 2006 a l'illa de Java, Indonèsia, quan la companyia petroliera indonèsia PT Lapindo Brantas estava fent unes prospeccions en busca de gas. És el volcà de fang més gran del món.
Es creu que la broca de perforació va alliberar part de l'aigua que es troba present a la trampa de petroli del jaciment Banjar Panji 1. Aquesta, impulsada per les grans pressions subterrànies, ha buscat un camí de sortida cap a l'exterior, passant per una capa intermèdia de fang, i brollant en un forat a 200 metres del pou de perforació. La marea inundà els pobles veïns, desplaçà més de 50.000 persones, inutilitzà una autopista i un gasoducte.
En el seu moment màxim va llançar fins a 180.000 metres cúbics de fang al dia. A mitjans d'agost de 2011, el fang s'estava abocant a un ritme de 10.000 metres cúbics per dia, amb 15 bombolles al voltant del seu punt de brollada. Això va suposar un descens significatiu respecte a l'any anterior, quan es descarregava fang a un ritme de 100.000 metres cúbics per dia amb 320 bombolles al voltant del seu punt de brollament. S'espera que el flux continuï durant els propers 25 a 30 anys. Tot i que el flux de fang de Sidoarjo ha estat contingut pels dics des del novembre del 2008, les inundacions resultants pertorben regularment les carreteres i els pobles locals, i encara són possibles altres trencaments de fang.